# Tomoko Suzuki
Tomoko Suzuki (鈴木 智子, Suzuki Tomoko, Kanagawa, 26 januari 1982) is een Japans voormalig voetbalster.

## Carrière

### Clubcarrière
Suzuki begon haar carrière in 2000 bij Tasaki Perule FC. Ze tekende in 2008 bij INAC Kobe Leonessa. In 2009 beëindigde zij haar carrière als voetbalster.

### Interlandcarrière
Suzuki maakte op 12 januari 2003 haar debuut in het Japans vrouwenvoetbalelftal tijdens een vriendschappelijke wedstrijd tegen de Verenigde Staten. Ze heeft drie interlands voor het Japanse vrouwenelftal gespeeld en scoorde daarin twee keer.

## Statistieken
| Japans vrouwenvoetbalelftal | Japans vrouwenvoetbalelftal | Japans vrouwenvoetbalelftal |
| Jaar                        | Wed.                        | Dlp.                        |
| --------------------------- | --------------------------- | --------------------------- |
| 2003                        | 2                           | 2                           |
| 2004                        | 0                           | 0                           |
| 2005                        | 1                           | 0                           |
| Totaal                      | 3                           | 2                           |